# Valsorda (Trento)
Valsorda è una frazione appartenente alla circoscrizione amministrativa numero 8 del comune di Trento.

## Geografia
Appoggiato sul piccolo pianoro costituito dal Dos dal Pin, tra la frazione di Mattarello e Vigolo Vattaro, sorge al di sopra della valle dell'Adige ed è attraversata dalla strada provinciale 131 che conduce da Trento a Vattaro ed infine a Folgaria.

## Storia
Nel 1866 truppe garibaldine soggiornarono presso Valsorda per combattere il nemico austriaco, arrivando quindi ad una manciata di chilometri dalla cittadina.
Nel 1967 sono state definitivamente chiuse le scuole elementari e accorpate alla "Francesco Crispi" in via San Giovanni Bosco a Trento.

## Monumenti e luoghi d'interesse

### Architetture religiose
- Chiesa di San Valentino, parrocchiale.

### Architetture militari
Presso Valsorda sono stati costruiti due forti austro-ungarici facenti parte della Fortezza di Trento. I due forti appartengono al grande sistema di fortificazioni austriache al confine italiano. In particolare si tratta della batteria Brusafer a nord sulla Marzola e della batteria Doss Fornas a sud dell'abitato, ai piedi della Vigolana.